# Jasiek i Tyćki
Jasiek i Tyćki (ang. Johnny and the Sprites, 2005, 2007-2009) – amerykański serial telewizyjny stworzony przez Johna Tartaglia. Wyprodukowany przez Home Girl Productions.
Światowa premiera serialu miała miejsce 9 października 2005 roku na amerykańskim Disney Channel w bloku Playhouse Disney w postaci 5 pilotażowych odcinków trwających po pięć minut. Dnia 13 stycznia 2007 roku odbyła się premiera pierwszego sezonu na kanale Disney Channel i tym samym odcinki stały się dłuższe o 30 minut, a rok później 19 stycznia 2008 roku wystartował drugi sezon serialu. W Polsce premiera serialu odbyła się 1 lutego 2014 roku na antenie Disney Junior.

## Opis fabuły
Serial opisuje perypetie pisarza piosenek, Jaśka, który wprowadza się do nowego domu i spotyka tam małe, magiczne stworzenia, które pokazują nowemu lokatorowi świat pełen fantazji, a on w zamian uczy ich, jak to jest być człowiekiem.

## Wersja polska
Wersja polska: SDI Media Polska

Reżyseria: Agnieszka Zwolińska

Dialogi:
- Agnieszka Zwolińska (odc. 1-2),
- Barbara Robaczewska (odc. 3-4),
- Tomasz Robaczewski (odc. 5-8),
- Ewa Mart (odc. 9-11),
- Anna Niedźwiecka-Medek (odc. 12-13),
- Katarzyna Wojsz (odc. 14-17),
- Róża Maczek (odc. 18-22),
- Elżbieta Pruśniewska (odc. 23-24)

Koordynacja produkcji: Ewa Krawczyk

Kierownictwo muzyczne: Agnieszka Tomicka

Teksty piosenek:
- Grzegorz Drojewski, Michał Wojnarowski, Agnieszka Zwolińska, Renata Wojnarowska (odc. 1-4),
- Elżbieta i Krzysztof Pruśniewscy (odc. 1-4, 10-12)
- Tomasz Robaczewski (odc. 5-8)

W wersji polskiej udział wzięli:
- Łukasz Talik – Jasiek
- Jan Staszczyk – Bazyli
- Anna Smołowik – Lily
- Anna Sroka-Hryń – Figa
- Beata Wyrąbkiewicz – Ziółko
- Stanisław Brudny – Sage
- Ewa Lachowicz – Tina
- Anna Gajewska – Gwen
- Waldemar Barwiński – Szymuś
- Olga Szomańska
- Wojciech Paszkowski
- Artur Kaczmarski

oraz:
- Bożena Furczyk
- Wojciech Chorąży
- Michał Podsiadło

Piosenki śpiewali: Łukasz Talik, Anna Sroka-Hryń, Jan Staszczyk, Anna Smołowik, Beata Wyrąbkiewicz, Stanisław Brudny, Olga Szomańska, Ewa Lachowicz, Katarzyna Owczarz i Krzysztof Cybiński
Lektor: Artur Kaczmarski

## Spis odcinków
| Premiera odcinka | N/o | Polski tytuł                        | Angielski tytuł                          |
| ---------------- | --- | ----------------------------------- | ---------------------------------------- |
|                  |     |                                     |                                          |
| SERIA PIERWSZA   |     |                                     |                                          |
|                  |     |                                     |                                          |
|                  | P1  |                                     | Who’s on First?                          |
|                  |     |                                     |                                          |
|                  | P2  |                                     | Laugh, Basil, Laugh                      |
|                  |     |                                     |                                          |
|                  | P3  |                                     | Leave a Little Lettuce                   |
|                  |     |                                     |                                          |
|                  | P4  |                                     | Yes You Can!                             |
|                  |     |                                     |                                          |
|                  | P5  |                                     | Waiting for the Stars                    |
|                  |     |                                     |                                          |
| SERIA PIERWSZA   |     |                                     |                                          |
|                  |     |                                     |                                          |
| 01.02.2014       | 01  | Pierwszy dzień w szkole             | The Fist Day at School!                  |
| 02.02.2014       | 01  | Sara zostawia ślad                  | Sara Makes Her Mark                      |
|                  |     |                                     |                                          |
| 03.02.2014       | 02  | Wycieczka do cyrku dwupiętrowego    | Two-Floor Circus for Trip                |
| 04.02.2014       | 02  | Robot w szkole                      | Robot at School                          |
|                  |     |                                     |                                          |
| 05.02.2014       | 03  | Szkolna dyskoteka                   | Gone Dancin' Disco!                      |
| 06.02.2014       | 03  | Wycieczka do Wielkiego Miasta       | Big Coty for Trip                        |
|                  |     |                                     |                                          |
| 07.02.2014       | 04  | Spływ łódkowy                       | Gone Boatin'                             |
| 08.02.2014       | 04  | Wycieczka do Niemiec                | Germany of the Berlin for Trip           |
|                  |     |                                     |                                          |
| 09.02.2014       | 05  | Wycieczka do Holandii               | Netherlands of the Amsterdam for Trip    |
| 10.02.2014       | 05  | Strażacka jazda                     | The Firefighter Ride 998                 |
|                  |     |                                     |                                          |
| 11.02.2014       | 06  | Dzień królewskiego języka           | Day of the Roayl Language                |
| 12.02.2014       | 06  | Prezent Sary                        | Sara's the Gift-Party Birthday!          |
|                  |     |                                     |                                          |
| 15.02.2014       | 07  | Wycieczka na jesienny festyn        | Autumn Carnival for Trip                 |
|                  | 07  | Wypadek Mattiego                    | Matty's Accident                         |
|                  |     |                                     |                                          |
| 13.02.2014       | 08  | Paryskie zamieszanie                | Paris for France Mayhem                  |
| 14.02.2014       | 08  | Taneczny zamek                      | The Dance Castle                         |
|                  |     |                                     |                                          |
| 05.04.2014       | 09  | Mały cyrk                           | The Little Circus                        |
| 06.04.2014       | 09  | Kurs tańca                          | The Course of the Dance                  |
|                  |     |                                     |                                          |
| 12.04.2014       | 10  | Wycieczka do Chin                   | China of the Beijing for Trip            |
| 13.04.2014       | 10  | Bitwa o szkołę                      | Battle for School                        |
|                  |     |                                     |                                          |
| 19.04.2014       | 11  | Wycieczka do fabryki zabawy         | Factory of the Fun for Trip              |
| 20.04.2014       | 11  | Konkurs poetycki                    | The Poetry Contest                       |
|                  |     |                                     |                                          |
| 26.04.2014       | 12  | Lekcja języka angielskiego          | Lesson of the English Language           |
| 27.04.2014       | 12  | Wycieczka do Włoch                  | Italy of the Rome for Trip               |
|                  |     |                                     |                                          |
|                  | 13  | Wizyta na świetlicy                 | The Visit for Common Room                |
|                  | 13  | Wypadek Sary                        | Sara's Accident                          |
|                  |     |                                     |                                          |
| SERIA DRUGA      |     |                                     |                                          |
|                  |     |                                     |                                          |
|                  | 14  | Wielka wycieczka po Londynie        | The Great Trip of the London for England |
|                  | 14  | Szkolny pokaz talentów              | School Talent Show                       |
|                  |     |                                     |                                          |
|                  | 15  | Lekcja w-f u                        | PE Lesson                                |
|                  | 15  | Jad jaszczurki                      | The Lizard's Sting                       |
|                  |     |                                     |                                          |
|                  | 16  | Wycieczka do Turcji                 | Turkey of the Ankara for Trip            |
|                  | 16  | Wielka niespodzianka Sary           | Sara's Big Surprise                      |
|                  |     |                                     |                                          |
|                  | 17  | Taniec na dyskotece                 | Dance of the Disco                       |
|                  | 17  | Alarm przeciwpożarowy               | The Fire School Alarm                    |
|                  |     |                                     |                                          |
|                  | 18  | Wycieczka do Rosji                  | Russia of the Moskwa for Trip            |
|                  | 18  | Noc w szkole                        | Night of the School                      |
|                  |     |                                     |                                          |
|                  | 19  | Wycieczka do Japonii                | Japan of the Tokyo for Trip              |
|                  | 19  | Lekcja religii                      | The Religion Lesson                      |
|                  |     |                                     |                                          |
|                  | 20  | Przepisy ruchu drogowego            | The Schooled Traffic Safety!             |
|                  | 20  | Wycieczka na Indie                  | India of the New Delhi for Trip          |
|                  |     |                                     |                                          |
|                  | 21  | Super Kevin                         | Kevin to the Rescue                      |
|                  | 21  | Szkolna hala do tańca               | School Hall of Dance                     |
|                  |     |                                     |                                          |
|                  | 22  | Na ratunek Sarze                    | Sara's Rescue Off                        |
|                  | 22  | Czarodziejka Sara                   | Sorceress Sara                           |
|                  |     |                                     |                                          |
|                  | 23  | Zjeżdżalnia skateboardowa i saniowa | Slide of the Skateboard and the Sleigh   |
|                  | 23  | Księżniczka Sara                    | Princess Sara                            |
|                  |     |                                     |                                          |
|                  | 24  | Wielki WYŚCIG Sary                  | Sara's Big RACE                          |
|                  | 24  | Między nami uczniami                | Pupilsgans!                              |
|                  |     |                                     |                                          |
|                  | 25  | Drużyna harcerska                   | The Scout Team                           |
|                  | 25  | Gdzie jest Sara?                    | Where's Sara?                            |
|                  |     |                                     |                                          |
|                  | 26  | Sara kontra krater wulkanu          | Sara vs. Volcano Crater                  |
|                  | 26  | Sara traci głos                     | Sara's Missing Voice                     |
|                  |     |                                     |                                          |